# Partnerzy (serial komediodramat 2012)
Partnerzy (ang. Common Law) – amerykański serial komediowo-obyczajowy stworzony przez Cormaca i Mariannę Wibberleyów. Wyprodukowany przez CBS Television Studios i Junction Entertainment.
Światowa premiera serialu miała miejsce 11 maja 2012 roku na antenie USA Network. Serial został anulowany po jednym sezonie.

 Serial miał swoją premierę w Polsce 28 czerwca 2013 roku na kanale AXN

## Opis fabuły
Serial przedstawia losy dwóch cenionych gliniarzy, Wesa Mitchella (Warren Kole) i Travisa Marksa (Michael Ealy), których największym problemem są złe relacje z partnerem.

## Obsada

### Główni
- Michael Ealy jako Travis Marks
- Warren Kole jako Wesley "Wes" Mitchell
- Sonya Walger jako doktor Emma Ryan
- Jack McGee jako Mike Sutton

### Role drugoplanowe
- Elizabeth Chomko jako Alex MacFarland Mitchell
- Alicia Coppola jako Jonelle

| Sezon | Sezon | Odcinki | Oryginalna emisja | Oryginalna emisja | Oryginalna emisja | Oryginalna emisja | Oryginalna emisja |
| Sezon | Sezon | Odcinki | Premiera sezonu   | Finał sezonu      | Premiera sezonu   | Finał sezonu      |                   |
| ----- | ----- | ------- | ----------------- | ----------------- | ----------------- | ----------------- | ----------------- |
|       | 1     | 12      | 11 maja 2012      | 10 sierpnia 2012  | 28 czerwca 2013   | 6 września 2013   |                   |

### Sezon 1 (2012)
| #  | Tytuł               | Reżyseria      | Scenariusz                  | Premiera         | Premiera         | Nr w serii |
| -- | ------------------- | -------------- | --------------------------- | ---------------- | ---------------- | ---------- |
| 1  | Pilot               | Jon Turteltaub | The Wibberleys              | 11 maja 2012     | 28 czerwca 2013  | 101        |
| 2  | Ride-Along          | Dermott Downs  | The Wibberleys              | 18 maja 2012     | 28 czerwca 2013  | 102        |
| 3  | Soul Mates          | Aaron Lipstadt | Pamela Davis                | 1 czerwca 2012   | 5 lipca 2013     | 103        |
| 4  | Ex-Factor           | Mel Damski     | Matt Ward                   | 8 czerwca 2012   | 12 lipca 2013    | 104        |
| 5  | The T Word          | John Scott     | Douglas Petrie, Tim Talbott | 15 czerwca 2012  | 19 lipca 2013    | 105        |
| 6  | Performance Anxiety | Larry Teng     | Craig Sweeny                | 22 czerwca 2012  | 26 lipca 2013    | 106        |
| 7  | Role Play           | Marc Roskin    | Jeff Lowell                 | 29 czerwca 2012  | 2 sierpnia 2013  | 107        |
| 8  | Joint Custody       | Stephen Surjik | Craig Sweeny, Matt Ward     | 13 lipca 2012    | 9 sierpnia 2013  | 108        |
| 9  | Odd Couples         | Mike Smith     | Jeff Lowell                 | 20 lipca 2012    | 16 sierpnia 2013 | 109        |
| 10 | In-Laws vs. Outlaws | Stephen Surjik | Tim Talbott                 | 27 lipca 2012    | 23 sierpnia 2013 | 110        |
| 11 | Hot for Teacher     | Seith Mann     | Craig Sweeny, John McNamara | 3 sierpnia 2012  | 30 sierpnia 2013 | 111        |
| 12 | Gun!                | John Behring   | Craig Sweeny                | 10 sierpnia 2012 | 6 września 2013  | 112        |